# D–442 FUG
A D–442 FUG (FUG – Felderítő Úszó Gépjármű) magyar, 4×4-es hajtásképletű páncélozott felderítő harcjármű, melyet a Magyar Vagon- és Gépgyár gyártott 1963–1979 között. Ez volt az első nagy sorozatban készített magyar harcjármű.

## Története
Az 1960-as évek elején fejlesztették ki. Funkciójában és elrendezésében a szovjet BRDM–2 felderítő harcjárművet követi, a jármű azonban önálló konstrukció. A hajtáslánc a Csepel D–344 tehergépkocsiból származik. A jármű előzetes koncepcióját és előterveit a Haditechnikai Intézetben (HTI) dolgozták ki, a fejlesztést a Járműfejlesztési Intézet (JÁFI) és a Csepel Autógyár között tervezőcsoportja végezte. Az úszóképes páncéltest kialakításában a a forma kialakítását a Gheorgiu Dej Hajógyár is részt vett. 1962. február végére készült el a vaslemezekből épített első prototípus. Sorozatgyártása 1963-ban kezdődött el a Győri Szerszámgépgyárban, amely 1964-ben Wilhelm Pieck Járműipari Művek néven egyesítettek a Magyar Vagon- és Gépgyárral (napjainkban Rába Járműipari Holding). A gyártás 1979-es befejezéséig 2300 db készült belőle. Ebből 335 darabot a Magyar Néphadsereg állított szolgálatba. Magyarországon a határőrség és a rendőrség is alkalmazta. Jelentős mennyiségben exportálták. 1576 darab és Csehszlovákiába és Lengyelországba került. A Csehszlovák Néphadseregben OT–65-ös típusjelzéssel volt rendszeresítve.
1964-ben a JÁFI a Haditechnikai Intézettel közösen kidolgozta a FUG továbbfejlesztett változatának, a D–433 DUG II-nek a terveit. Ez azonban nem valósult meg, még prototípus sem készült belőle.

## Típusváltozatok
- VS FUG – Vegyi és sugárfelderítő jármű.

## Alkalmazása
A harcjárművet rendszeresítő országok:
- Magyarország
- Csehszlovákia – A Csehszlovák Néphadseregben OT–65 (Obrněný Transportér vz. 65) jelzéssel rendszeresítették.  Később modernizálták, ezek OT–65R és OT–65M jelzéssel voltak ismertek. Készítettek egy felfegyverzett változatot is, amelyre az OT–62 tornyát építették, amely egy géppuskával és egy csehszlovák gyártmányú 82 mm-es T21 típusú hátrasiklás nélküli löveggel volt felszerelve. Ennek a típusjelzése OT–65A Vydra volt.
- Irak
- Lengyelország
- NDK